# Traktat brytyjsko-radziecki (1942)

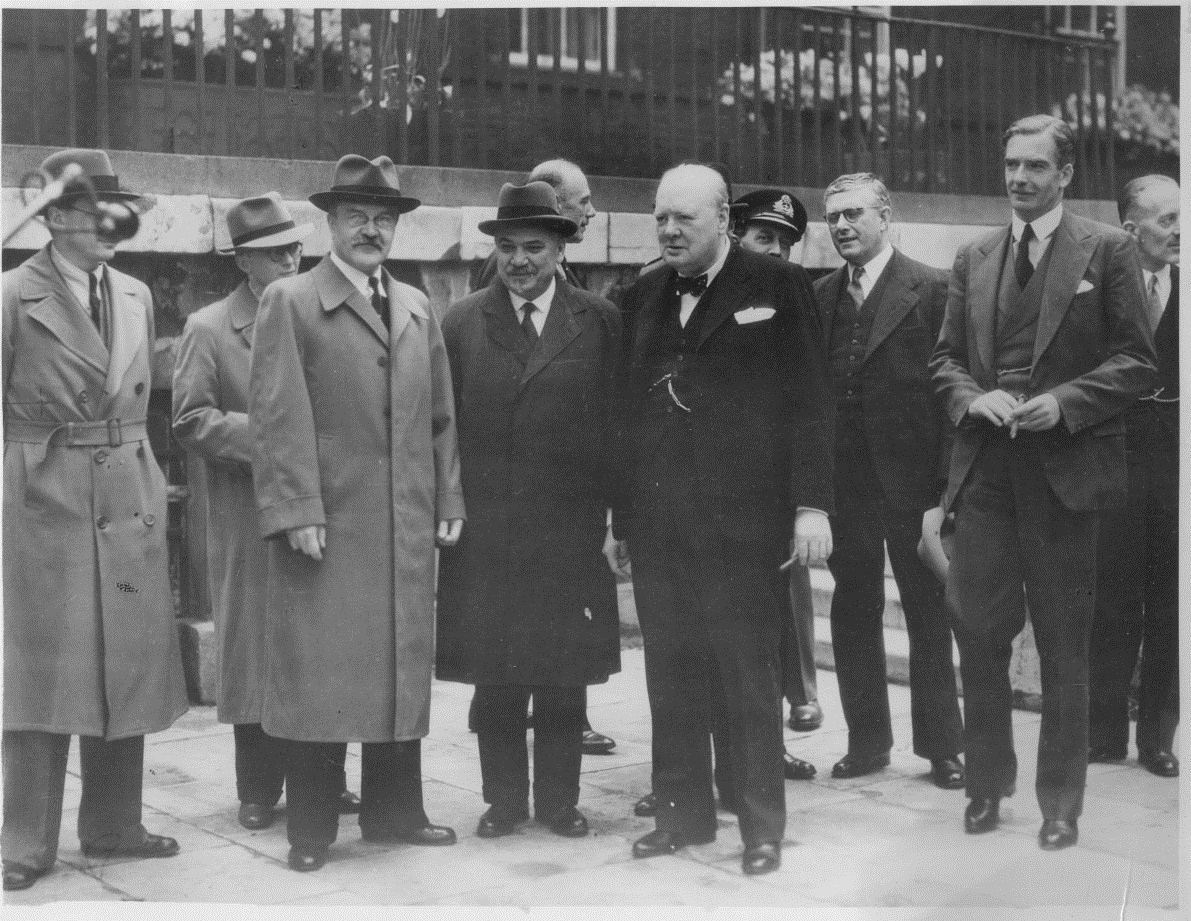
Premier Winston Churchill z Wiaczesławem Mołotowem i innymi przedstawicielami radzieckiej delegacji na 10 Downing Street

Traktat brytyjsko-radziecki (Dwudziestoletnia Dwustronna Umowa o Pomocy Pomiędzy Zjednoczonym Królestwem i Związkiem Socjalistycznych Republik Radzieckich) – militarny i polityczny traktat sojuszniczy zawarty pomiędzy Wielką Brytanią i ZSRR w czasie II wojny światowej, 26 maja 1942 roku w Londynie, przez brytyjskiego ministra spraw zagranicznych Anthony’ego Edena i jego sowieckiego odpowiednika, Wiaczesława Mołotowa. Wedle wstępu zamiarem stron była ścisła współpraca na zasadach Karty Atlantyckiej.
Układ obowiązywał strony do wzajemnej pomocy w prowadzeniu wojny (art. 1) zakazując samodzielnych rokowań z rządem III Rzeszy bądź innym rządem niemieckim, jaki mógłby powstać przed podpisaniem bezwarunkowej kapitulacji Niemiec (art. 2). Obie strony ogłaszały zamiar zjednoczenia z innymi podobnie myślącymi państwami w celu zachowania pokoju i przeciwdziałania agresji w okresie powojennym (art. 3) oraz pomoc zbrojną w razie konieczności (art. 4). Art. 5 zobowiązywał strony do współdziałania w ramach Narodów Zjednoczonych przy zachowaniu nie dążenia do zysków terytorialnych i nieingerencji w wewnętrzne sprawy innych państw. Art. 6 zobowiązywał strony do wzajemnej pomocy gospodarczej po wojnie. Art. 7 zabraniał przystępowania do sojuszu skierowanego przeciw drugiej stronie. Art. 8 do nabrania siły wymagał wymiany dokumentów ratyfikacyjnych, co nastąpiło 4 lipca 1942 r. Oznaczało to zastąpienie dotychczasowego układu z 12 lipca 1941 r.
Strona brytyjska pod wpływem interwencji przedstawicieli Stanów Zjednoczonych odmówiła uznania zachodnich granic ZSRR z 1941 r. na co początkowo nalegała strona druga.
Art. 1 i 2 obowiązywały do czasu przywrócenia pokoju między stronami układu a Niemcami i ich sojusznikami w Europie. Pozostałe obowiązywać miały przez 20 lat, z możliwością wypowiedzenia z rocznym wyprzedzeniem.
Układ spisano językach autentycznych angielskim i rosyjskim. Zarejestrowany został w Sekretariacie Ligi Narodów 21 października 1942 r.
7 maja 1955 roku ZSRR wypowiedział układ w odpowiedzi na układy paryskie oznaczające wejście RFN do NATO i Unii Zachodnioeuropejskiej, uznając to za naruszenie zakazu z art. 7.